# Urbano Santos
Urbano Santos este un oraș în unitatea federativă Maranhão (MA), Brazilia.